# Bahnhof Friedrichsdorf (Taunus)
Der Bahnhof Friedrichsdorf (Taunus) liegt in der Friedrichsdorfer Kernstadt an der Bahnstraße. Obwohl der amtliche Name der Stadt den Zusatz „(Taunus)“ nicht enthält, fand er in der Bahnhofsbezeichnung Verwendung. Auf den neuesten blauen Bahnsteigschildern und in RMV-Plänen ist der Anhang jedoch nicht zu finden. Bei der Deutschen Bahn AG wird der Bahnhof in der Preisklasse 4 geführt; bis 2010 war Friedrichsdorf in der damaligen Kategorie 3 geführt und damit einer von 250 Regionalknoten.

## Geschichte
Um Friedrichsdorf und die Taunusgemeinden an den Frankfurter Eisenbahnverkehr anzubinden und „damit das Hinterwäldlertum jener Gegend zu Ende gehe“, begann 1895 der Bau der Usinger Bahn, später nach Albshausen verlängert. Sie führte eingleisig vom Usinger Bahnhof in Bad Homburg über Seulberg nach Friedrichsdorf und weiter über Köppern in den Taunus. Mit deren Bau erhielt Friedrichsdorf den Durchgangsbahnhof. Die Usinger Bahn wäre jedoch nicht die einzige Möglichkeit eines Bahnanschlusses für Friedrichsdorf gewesen; schon vorher liefen Planungen für eine Querverbindung zur Main-Weser-Bahn. Erst 1901 wurde die Strecke Friedberg–Friedrichsdorf in Betrieb genommen. Sie brachte dennoch einen Vorteil, da zwecks Kapazitätssteigerung und auf persönlichen Wunsch des Kaisers die gesamte Trasse von Frankfurt über Friedrichsdorf bis Friedberg in den Jahren von 1907 bis 1910 zweigleisig ausgebaut wurde. Zunächst gab es zwei Personen- und ein Gütergleis. Zum Überqueren der Gleise wurde südlich, Richtung Seulberg, eine Holzbrücke errichtet, von der heute nur noch der Steinsockel zu sehen ist.

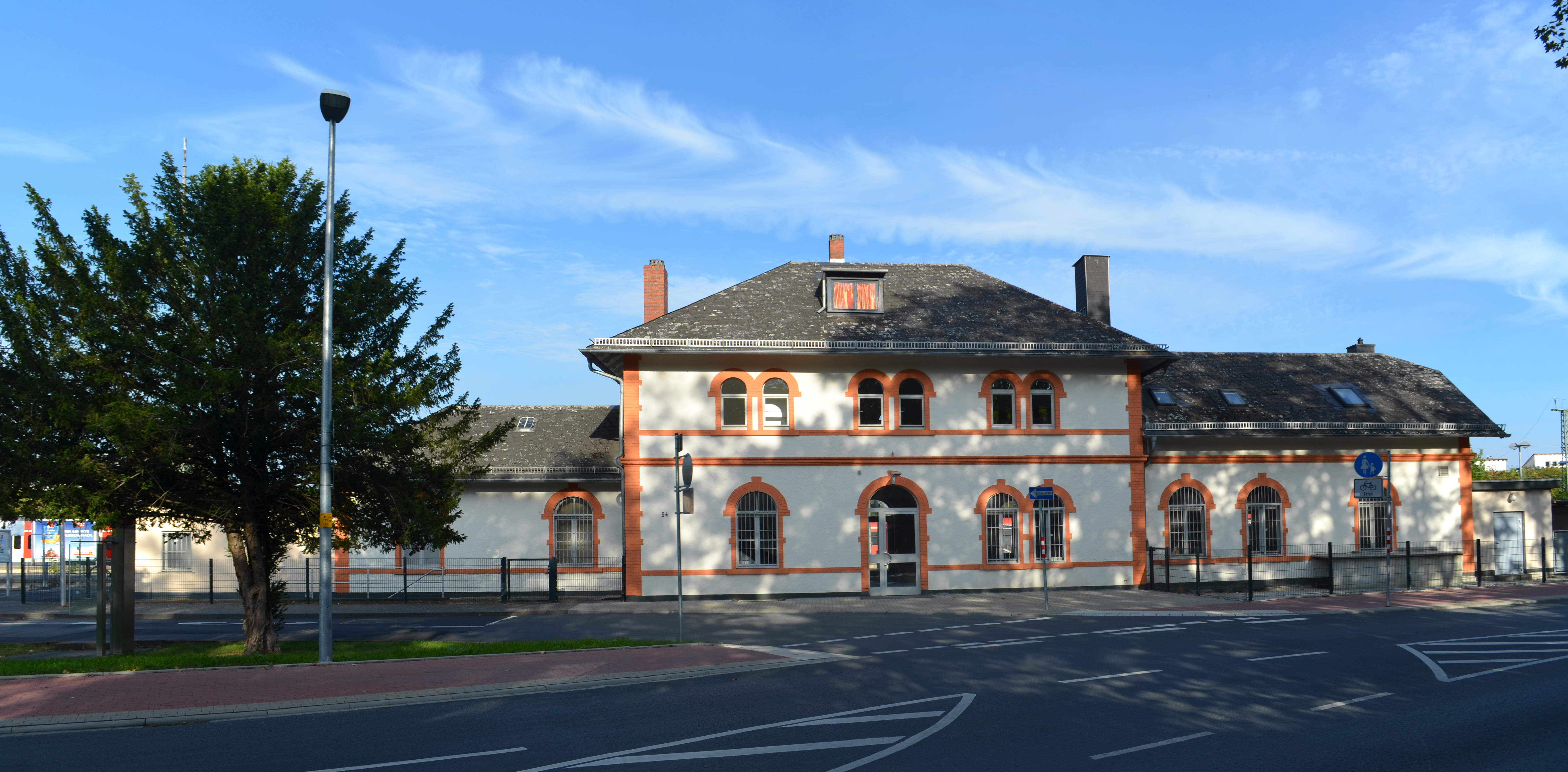
Empfangsgebäude

Westlich der Gleise entstand das klassizistische Empfangsgebäude, das heute unter Denkmalschutz steht. Es besteht aus einem Mittelbau mit zwei Stockwerken und Walmdach sowie zwei seitlichen Anbauten und ähnelt stark dem in Usingen. 1901 wurde die offene Halle an der Südseite des Gebäudes abgerissen und das Bahnhofsgebäude in diese Richtung verlängert. Der Kontrast zwischen dem hellen Putz und den roten Tönen des Backsteins der Risalite und Fensterbögen gehört zum ursprünglichen Gestaltungskonzept.
Die Bahnstrecke wurde alsbald gut in Anspruch genommen. Vor allem im Güterbereich kam es auf Grund von Übernachfrage häufig zu Verspätungen. So wurde etwa für „vier Bierladungen in Friedrichsdorf, zu deren Abfuhr nach Usingen die Gestellung von Sondern-Lok in Frankfurt erbeten“. 1910 wurde das Gelände, das bis dato noch auf Seulberger Gemarkung lag, von Friedrichsdorf aufgekauft.
Später nutzten ortsansässige Firmen den Bahnanschluss auch direkt. Die Firma Rühl AG & Co. und die Tettauer Glaswerke besaßen beide ein Anschlussgleis. Die Glaswerke siedelten sich 1945 in Friedrichsdorf an, da der Bahnanschluss ihres Stammwerks in Tettau durch die innerdeutsche Grenze verloren ging. Das Gleis wurde nach der Stilllegung mit Baubeginn des neuen Wohngebietes dort entfernt, die Weichen schon im Zuge der Modernisierung der Strecke.
1970 wurde die Strecke bis Friedrichsdorf elektrifiziert und am 27. September der elektrische Betrieb aufgenommen. Außerdem wurde sieben Jahre später in Bad Homburg ein Relaisstellwerk errichtet, das den Bereich ab Weißkirchen kontrolliert und an das Friedrichsdorf 1978 angeschlossen wurde. Die Züge der Strecken nach Grävenwiesbach und Friedberg endeten nun größtenteils in Friedrichsdorf. 1974 begann mit der Aufnahme in den FVV ein S-Bahn-ähnlicher Vorlaufbetrieb vom Frankfurter Hauptbahnhof bis nach Friedrichsdorf unter der Linienbezeichnung R5. Damit war der Grundstein für den 1978 beginnenden, unter der noch heute erhaltenen Linienbezeichnung S5 laufenden S-Bahn-Betrieb gelegt. 1992 wurde die Strecke der Usinger Bahn von Friedrichsdorf nach Grävenwiesbach reaktiviert und 1993 als T-Bahn im FVV aufgenommen. Die Züge fuhren nun wieder bis Bad Homburg. Mit der Übernahme des Rhein-Main-Verkehrsverbundes (RMV) endeten keine Züge der jetzt Taunusbahn genannten Linie mehr in Friedrichsdorf.

## Heutige Situation

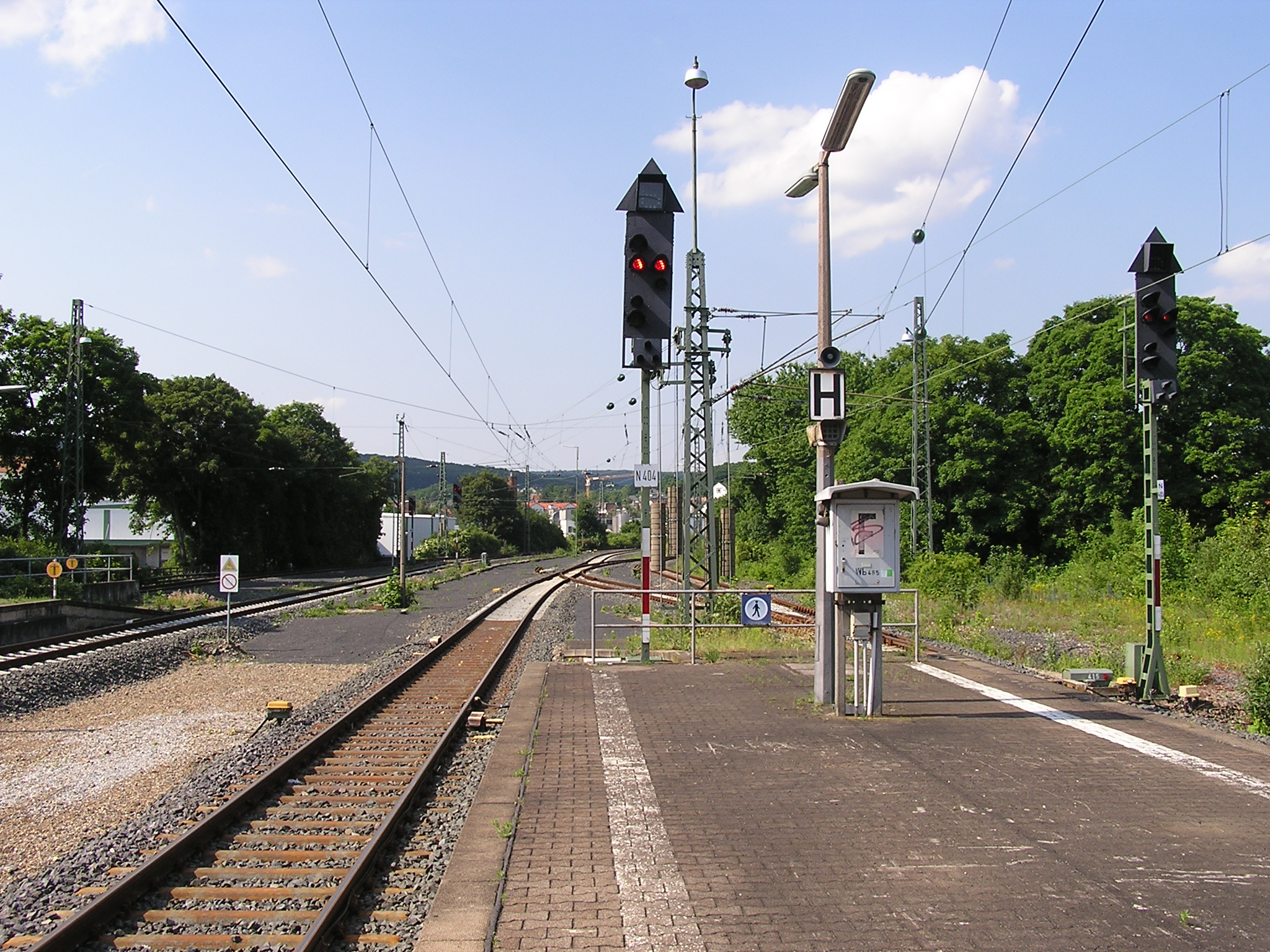
Blick Richtung Nord

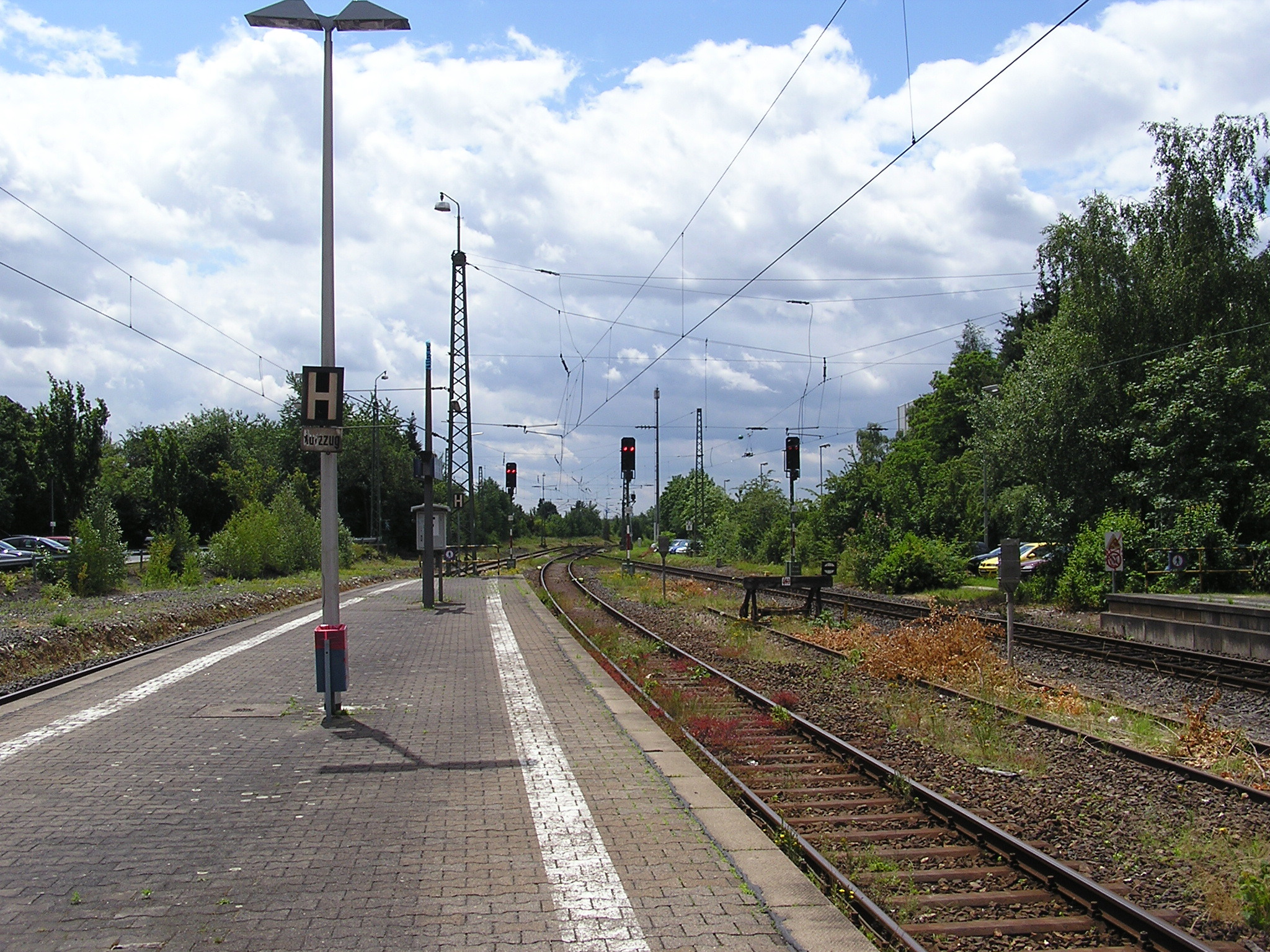
Blick Richtung Süd

Der Friedrichsdorfer Bahnhof wird heute von drei Linien angefahren, zwei davon enden hier: Die Strecke nach Friedberg (RMV-Bahnlinie 16) und die S-Bahn-Linie S5, da die Elektrifizierung ebenfalls nicht fortgesetzt wird. Die Linie RB 15 fährt weiter bis Bad Homburg oder – in der Hauptverkehrszeit – Frankfurt Hbf.
| Linie                    | Verlauf | Takt                                                | Betreiber      |
| ------------------------ | --- | --------------------------------------------------- | -------------- |
| S5                       | Friedrichsdorf (Taunus) – Seulberg – Bad Homburg – Oberursel (Taunus) – Oberursel-Stierstadt – Oberursel-Weißkirchen/Steinbach – Frankfurt-Rödelheim – Frankfurt (Main) West – Frankfurt am Main Messe – Frankfurt (Main) Galluswarte – Frankfurt (Main) Hbf tief – Frankfurt (Main) Taunusanlage – Frankfurt (Main) Hauptwache – Frankfurt (Main) Konstablerwache – Frankfurt (Main) Ostendstraße – Frankfurt (Main) Lokalbahnhof – Frankfurt (Main) Süd | 30 min                                              | DB Regio Mitte |
| RB 15                    | (Frankfurt (Main) Hbf – Frankfurt-Rödelheim – Oberursel (Taunus) –) (nur HVZ) Bad Homburg – Seulberg – Friedrichsdorf (Taunus) – Köppern – Saalburg (Taunus) – Wehrheim – Neu-Anspach – Hausen (Taunus) – Usingen – Wilhelmsdorf (Taunus) – Hundstadt – Grävenwiesbach – Hasselborn – Brandoberndorf Stand: Fahrplanwechsel Dezember 2022 | 60 min 30 min (Bad Homburg–Grävenwiesbach werktags) | start          |
| RB 16                    | Friedrichsdorf (Taunus) – Burgholzhausen v.d.H – Rodheim v d Höhe – Rosbach v d Höhe – Friedberg Süd – Friedberg (Hess) Stand: Fahrplanwechsel Dezember 2022 | 30 min (wochentags) 60 min (Wochenende)             | start          |
| Stand: 15. Dezember 2024 | |                                                     |                |

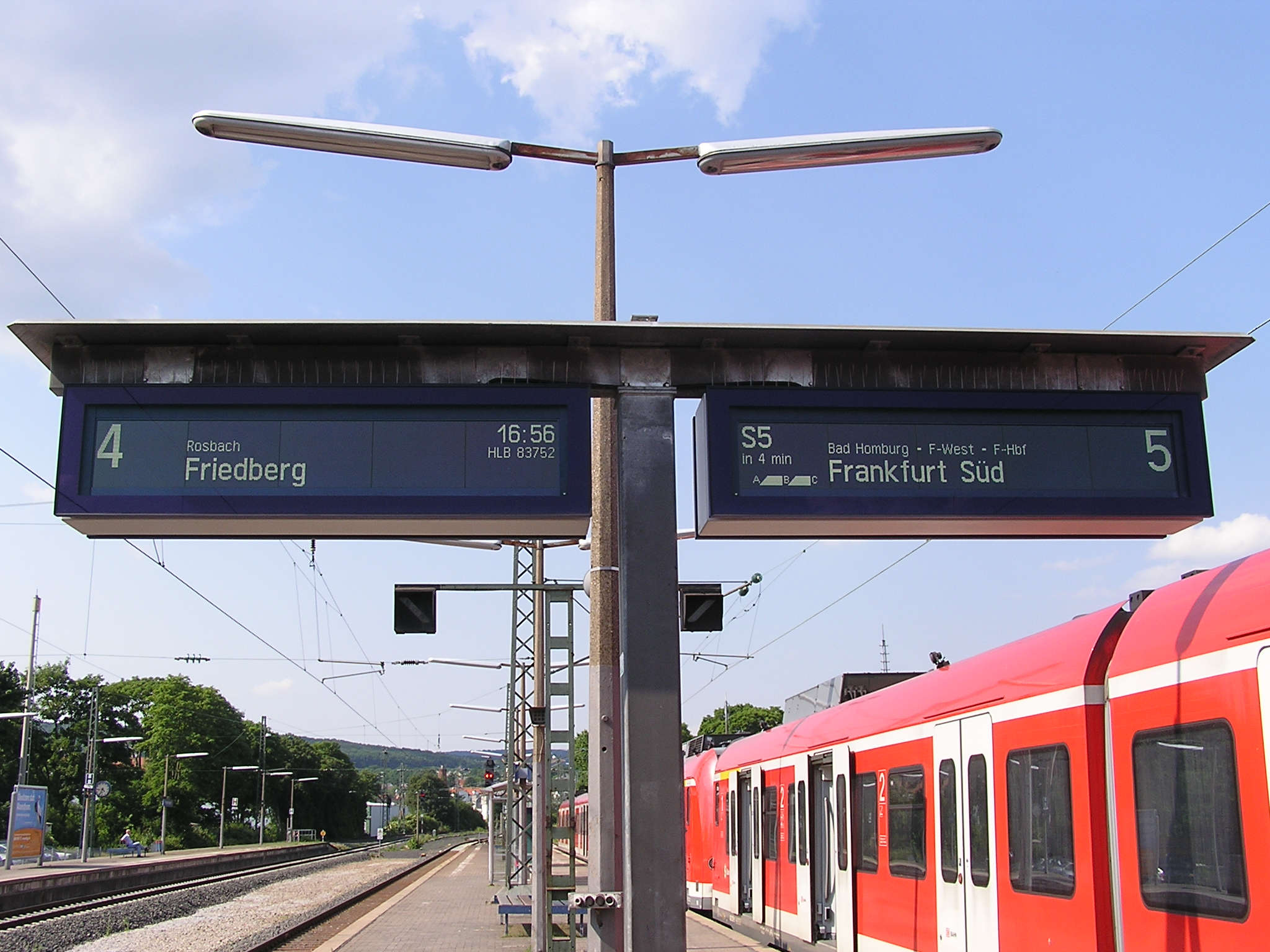
Zugzielanzeiger Gleis 4/5 (2008)

Auf den Bahnsteigen befand sich ein Fahrgastinformationssystem in Form von Fallblattanzeigen. Bedingt durch eine Erneuerung des Steuerrechners 2006 waren sie – wie die in Bad Homburg – seither außer Betrieb. In Bad Homburg wurden im Juni 2007 neue LCD-Anzeigen wie im Frankfurter Innenstadtbereich montiert, die Geräte in Friedrichsdorf wurden an den Gleisen 2, 4 und 5 Ende August 2007 angebracht und gingen im Februar 2008 in Betrieb. Sie sollen zwischen Frühjahr 2009 und Herbst 2020 durch automatische Ansagegeräte ergänzt werden, die von einer Zentrale im Frankfurter Hauptbahnhof überwacht und bei Bedarf durch Ansagen der Mitarbeiter ergänzt werden können.
Ebenfalls im August 2007 wurden alle Bahnhofsgleise mitsamt Schotterbett ausgetauscht (abgesehen von Gleis 5, das die Erneuerung schon mit dem Rückbau der Gütergleise erhielt).

### Gebäude und Anlagen

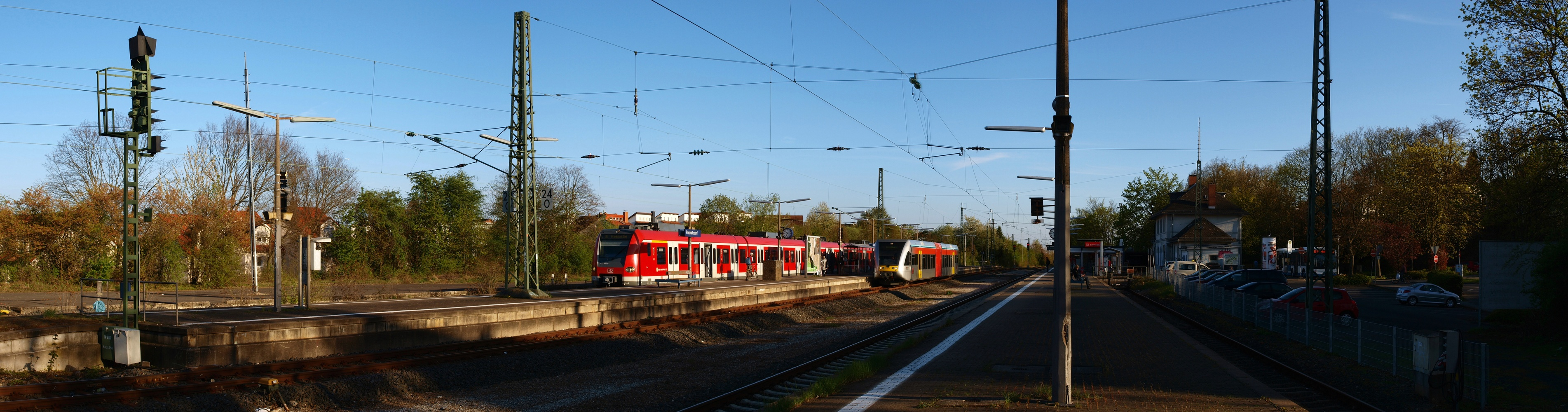
Gleisanlagen und Empfangsgebäude

Im Empfangsgebäude gab es bis 2005 noch einen Fahrkartenschalter. Im Anbau war eine Kneipe mit Biergarten eingerichtet. Das Gebäude verkam jedoch zusehends; ein Reinigungsvertrag wurde seitens der Stadt gekündigt, da die Deutsche Bahn AG nicht mit den Ergebnissen zufrieden war. Die Stadtverwaltung bemühte sich außerdem um einen Erwerb des Gebäudes zwecks Renovierung; bisher kam jedoch kein Verkauf zustande. Unter anderen hieß es seitens der Bahn, man habe selbst nachgefragt, aber keine Antwort erhalten; ein anderes Mal war das Gebäude Eigentum einer Tochterfirma First Rail Property, die kurz darauf Insolvenz anmeldete. Zuletzt zeigte sich die Bahn offen für Gespräche, Fortschritte gibt es bis 2009 keine. Dafür stieß der Vorschlag der „Bahnhofspatenschaft“ aus dem Friedrichsdorfer Rathaus auf allgemeines Interesse. Dabei können Bürger Schäden und Probleme melden oder gar selbst bei der Reinigung – hier vor allem der Unterführung – mithelfen. Inzwischen wurde das Gebäude mit 490 anderen an die Firma Patron Capital Ltd. aus London verkauft, die es ihrerseits an ein Unternehmen mit Sitz in der Region weitervermittelt hat. Dieses hat bereits Kontakt mit der Stadt aufgenommen, um die Nutzung zu planen. Eine Möglichkeit schlug die Stadt mit der Stadtbibliothek vor.
Als Ersatz für den Fahrkartenschalter im Empfangsgebäude wurde neben einem Automaten ein Container auf dem Bahnsteig aufgestellt. In diesem DB Servicepavillon wurden neben Fahrkarten Getränke, Snacks und Zeitschriften verkauft. Am Jahresanfang 2008 wurde er ohne Vorankündigung wieder geschlossen, kurz danach aber von einem anderen Mieter wiedereröffnet. Im Jahr 2009 erwarb Taunus Real das Empfangsgebäude und sanierte es für eine bisher sechsstellige Summe. Im Zuge dessen wurde der Kiosk wieder in das Gebäude verlegt, der Container wurde abgebaut. Die ehemaligen Räume der Kneipe und das Obergeschoss stehen noch leer.

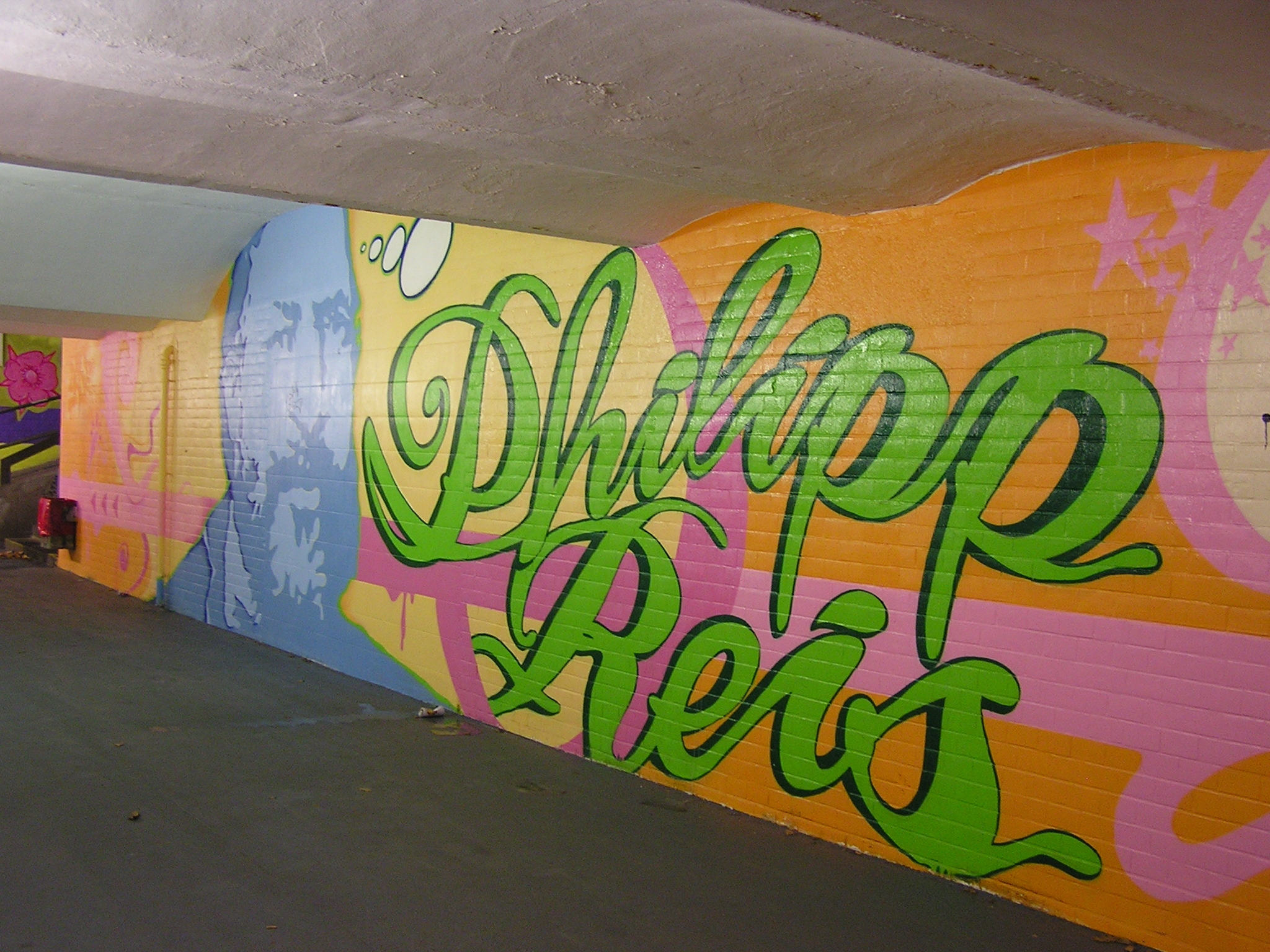
Neugestaltete Unterführung

Seit Dezember 2007 bemühte sich die Stadt Friedrichsdorf, die Zustände von Bahnsteigen und vor allem der Unterführung beheben zu lassen. In einem Gespräch mit der DB Station&Service AG konnte beschlossen werden, dass die Stadt die Unterführung renovieren kann und die DB die Kosten dafür übernimmt. Die regierenden Parteien CDU und FWG boten daraufhin interessierten Bürgern an, sich bei einer zukünftigen Renovierungsaktion zu beteiligen. Gleichzeitig sollten Jugendliche die Unterführung mit Friedrichsdorfer Motiven gestalten. Im Herbst 2008 wurde die Unterführung zunächst gereinigt, weiß gestrichen und dann mit verschiedenen Friedrichsdorfer Motiven in warmen und hellen Farben gestaltet. Anfang November 2008 gab die Milupa bekannt, die Finanzierung für einen neuen Kunstharzboden zu übernehmen, am 5. November 2008 begannen die Arbeiten dazu. Im Dezember 2008 wurde eine Schicht Schutzlack auf die Wände aufgetragen. Was mit der Beleuchtung und der maroden Überdachung geschieht, ist noch unklar.
Für die ehemalige Güterabfertigung, auf der die Stadt eine Parkplatzerweiterung plante, konnte die DB zunächst kein günstiges Angebot nennen. Das Gelände wurde 2013 ebenfalls von der Taunus Real erworben, die nun die Errichtung eines Seniorenwohnheims plant.

### Gleise

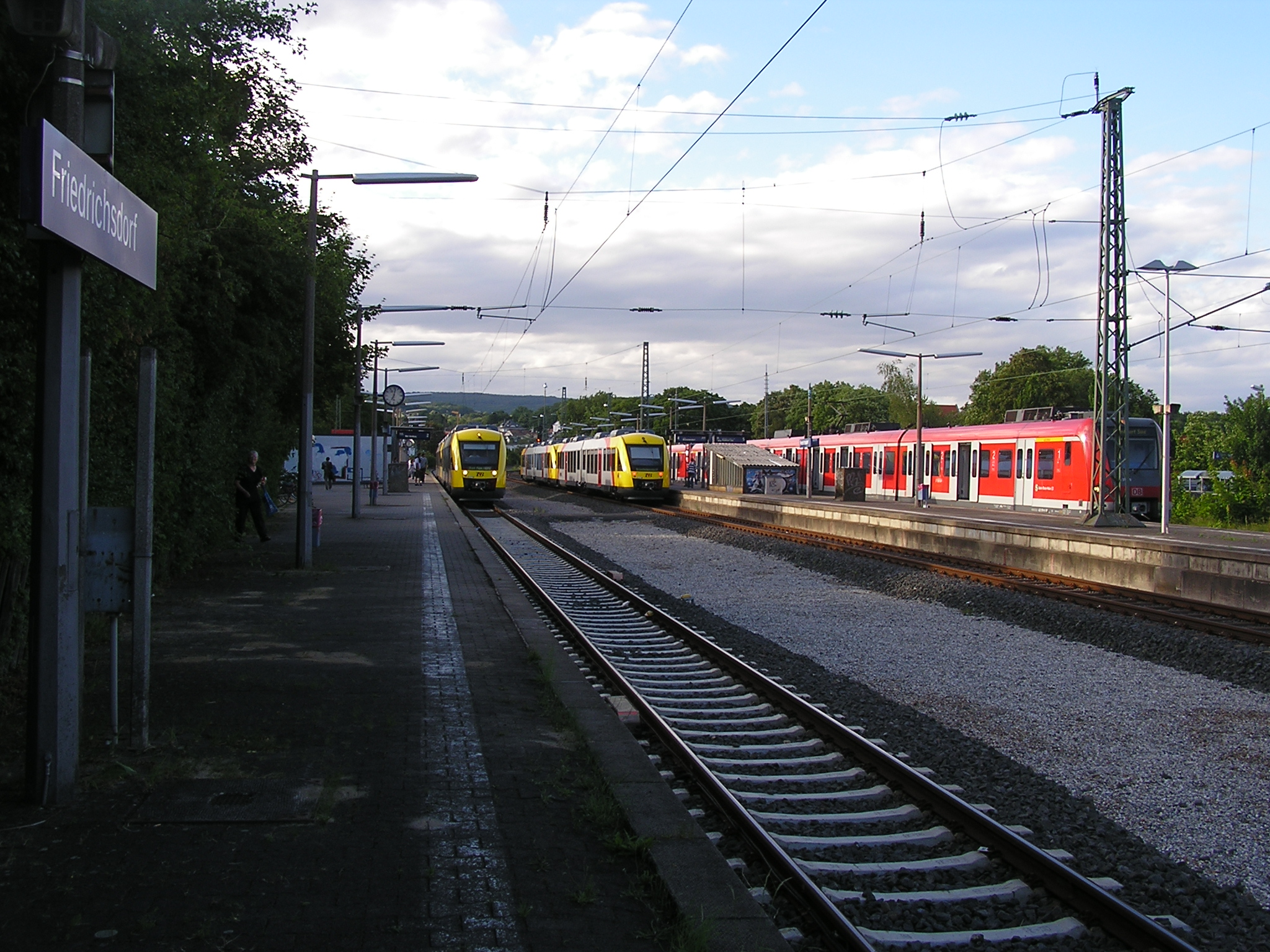
S-Bahn und Zugkreuzung der Linie RB 15

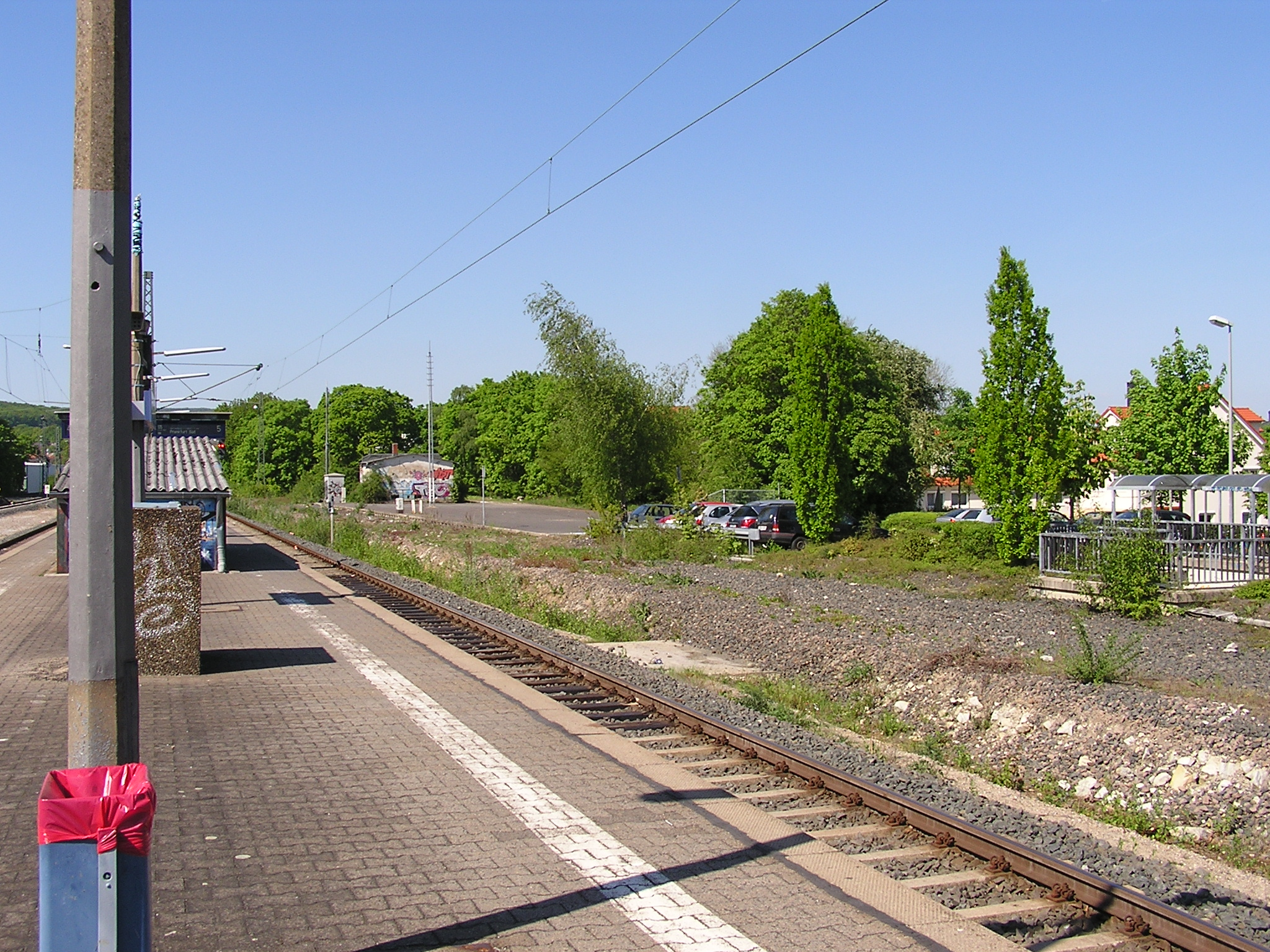
Ehemaliger Güterbereich

Im Friedrichsdorfer Bahnhof existieren vier Gleise (Stand: 2015). Zeitweise gab es 8 Gleise, die vom örtlichen Stellwerk kontrolliert wurden. Mit der Umrüstung der Technik zu elektronisch gestellten Weichen und Lichtsignalen wurde ein Gleis entfernt und zwei weitere zu Kopfgleisen gekürzt. Sowohl die Einstellung des Güterverkehrs auf beiden Strecken als auch der Wegfall des zweiten Streckengleises nach Friedberg machten weitere Gleise überflüssig; zudem werden keine Personenzüge mehr abgestellt. Bis 2007 wurden diese Gleise entfernt, übrig blieben 4 Gleise für den Personenverkehr mit normalerweise festen Belegungen, von denen nur selten abgewichen wird.
Die Nummerierung beginnt auf der Westseite am Empfangsgebäude.
- Gleis 1 ist ein Kopfgleis und endet von Norden her noch vor dem Empfangsgebäude. Es war ursprünglich jedoch ein Durchgangsgleis; die Treppe zur Unterführung wurde nach der Verkürzung belassen und stattdessen jene zwischen Gleis 2 und diesem geschlossen. Das Gleis wird normalerweise nicht angefahren. Der Bahnsteig ist 110 m lang. Das Gleis ist Eigentum des VHT, im Bahnhofsbereich steht dort auch der Hektometerstein für Streckenkilometer 0,0 der Strecke nach Albshausen. Ab Ende 2008 wurde das Gleis vorübergehend tagsüber zum Abstellen zweier Triebwagen der Linie RB 15 genutzt, dazu wurden Elektranten und Haltemarkierungen installiert.
- Gleis 2 ist ein Durchgangsgleis und ist heute durch den Rückbau von Gleis 1 das dem Gebäude nächste. Die S-Bahn Linie S5 endet auf dem Gleis und wendet wie bereits vor der Modernisierung der Albshausener Strecke. Vor dem Fahrplanwechsel 24/25 hielten die Züge der Linie RB15 an dem Bahnsteig für beide Richtungen. Grund für die Änderung ist der Barrierefreie Ausstieg seit der Modernisierung von Gleis 1/2. Im nördlichen Teil trennt ein westlich gelegener Inselbahnsteig die Gleise 1 und 2, der im südlichen Teil als Seitenbahnsteig angelegt ist. Im Zuge der Modernisierung wurde der Bahnsteig im Süden gekürzt und im Norden erweitert und hat somit eine Länge von 230 m, 100 m weniger als zuvor.
- Gleis 3 war ein Abstellgleis ohne Bahnsteig. Es wurde später zum Kopfgleis verkürzt und häufig genutzt, um Uerdinger Schienenbusse oder kurze Personenzüge der zu dieser Zeit noch DB-eigenen Strecke nach Albshausen abzustellen. Im August 2007 wurde es dann im Zuge der Erneuerung der Gleise im Bahnhofsbereich vollständig abgebaut.
- Gleis 4 teilt sich mit Gleis 5 einen Inselbahnsteig. Hier fahren die Züge der RB15 Richtung Bad Homburg sowie Richtung Taunus. Der Inselbahnsteig ist 210 m lang. Seltener endet hier auch ein Zug der Linie S5.
- Gleis 5 ist ebenso ein Durchgangsgleis. Die Regionalbahnlinie RB16 steht hier bereit. Die durchgehenden Züge der RB15 aus Frankfurt/Main halten hier, um mit den Zügen aus dem Taunus zu kreuzen.

- Gleis 6 besaß keinen Bahnsteig und wurde mangels Güterverkehr abgebaut. Es besaß zudem einen noch vorhandenen, ebenfalls abgetrennten Ablaufberg in Richtung Seulberg, der parallel zu den anderen zwei Gleisen, aber etwas erhöht auf einem Damm liegt. Auf ihm standen vor Übernahme des Verkehrs nach Friedberg durch die Hessische Landesbahn GmbH häufig die Triebwagen der Baureihe 628.
- Gleis 7 war ein Gütergleis und hatte auf der östlichen Seite eine Ladefläche. Die Fläche ist noch vorhanden und abgesperrt, das Gleis wurde zurückgebaut. Es zweigte im Bahnhof an örtlich handbedienten Weichen ab.
- Gleis 8 war vor der Umrüstung der Stellwerkstechnik ein weiteres Gütergleis.

Die Bahnsteige Gleis 1/2 wurden im Zuge der Modernisierung auf 96 cm erhöht, die Bahnsteige Gleis 4/5 zwar modernisiert, aber auf 76 cm gelassen.

## Planungen
Um eine Barrierefreiheit der Bahnsteige zu erreichen, war zunächst geplant, Gleis 5 von Friedberg aus stumpf mit Prellbock enden zu lassen und von Bad Homburg her zurückzubauen, um einen ebenerdigen Zugang zum Mittelbahnsteig zu ermöglichen. Gleichzeitig sollten die Bahnsteige auf die Fahrzeugeinstiegshöhen angepasst werden, was jedoch mit dem Ausbau der südlichen Weichenverbindung keinerlei Alternativbetrieb bei Störungen mehr erlaubt hätte. Dies führte zu kritischen Reaktionen seitens Pro Bahn. Ferner waren Fußgänger- und Rollstuhlrampen zur Cheshamer Straße/Am Viadukt geplant. Ende 2014 wurden die Planungen an die zu diesem Zeitpunkt untersuchte Verlängerung der S-Bahn nach Usingen sowie der Durchbindung der Friedberger Linie nach Bad Homburg angepasst. Demnach bleiben die Gleise unberührt, während der Hausbahnsteig auf 96 cm Höhe angehoben und auf diesem sowie dem Mittelbahnsteig Aufzüge eingebaut werden. Eine Rampe soll aus Platzgründen nur auf der Ostseite entstehen. Dies sollte ursprünglich bis 2018/2019 geschehen, Ende 2017 wurde der geplante Baubeginn auf 2020 verschoben. Ende Oktober 2019 wurden die Planungsunterlagen veröffentlicht, demnach sollte der Baubeginn im Sommer 2020 sein, bei einer Dauer der Arbeiten von etwa einem Jahr. Dabei sollen auch unter anderem Wartehäuschen, Fahrradabstellboxen, Beleuchtung und Blindenleitsystem erneuert oder nachgerüstet werden. Wegen zusätzlich festgestellter baulicher Schwierigkeiten im Bereich der Unterführung teilte die Deutsche Bahn am 2. September 2020 mit, dass die Projektumsetzung nunmehr auf voraussichtlich 2022 verschoben werden müsse. Der Baubeginn fand schließlich am 10. Juli 2022 statt, im zweiten Quartal 2024 sollen die Arbeiten fertig sein. Die bestehende Personenunterführung soll im September 2025 freigegeben werden, nachdem sie ursprünglich bereits im September 2023 fertig gestellt sein sollte.
Stand 14. Mai 2025: Die bestehende Personenunterführung soll bis Beginn 2026 freigegeben werden, nachdem sie ursprünglich bereits im September 2023 fertig gestellt sein sollte.

## Anbindung an den städtischen Verkehr
Vor dem Empfangsgebäude liegt ein kleiner Busbahnhof, welcher modernisiert werden soll.